# Eugène Guillevic
Eugène Guillevic, né le 5 août 1907 à Carnac (Morbihan) et mort le 18 mars 1997 à Paris 5e, est un poète français. Il ne signa jamais ses nombreux recueils que de son seul nom, Guillevic.

## Biographie
Son père, d'abord marin, se fait gendarme et l'emmène à Jeumont (Nord) en 1909, à Saint-Jean-Brévelay (Morbihan) en 1912, à Ferrette (Haut-Rhin) en 1919, où il apprend l'allemand et sa variante alémanique, l'alsacien.
Après avoir passé un baccalauréat de mathématiques, il est reçu au concours de 1926 dans l'administration de l'enregistrement (Alsace, Ardennes). Nommé en 1935 à Paris rédacteur principal à la direction générale du ministère des Finances et des Affaires économiques, il est affecté en 1942 au contrôle économique. Il appartient de 1945 à 1947 aux cabinets des ministres communistes François Billoux (Économie nationale) puis Charles Tillon (Reconstruction). En 1947, après l'éviction des ministres communistes, il réintègre l'Inspection générale de l'Économie où il s'occupe notamment d'études de conjoncture et d'aménagement du territoire, jusqu'à sa retraite en 1967.
Il devient dès avant guerre l'ami de Jean Follain qui l'introduit dans le groupe Sagesse. Puis il appartient au groupe de l'École de Rochefort.
Catholique pratiquant jusque vers trente ans, il devient sympathisant communiste au moment de la Guerre d'Espagne, adhère en 1942 au Parti communiste alors qu'il se lie à Paul Éluard, et, tout en collaborant à la Nouvelle Revue Française de Drieu La Rochelle, participe aux publications de la presse clandestine (Pierre Seghers, Jean Lescure). Il demeure, malgré bien des réticences sur la fin des années 1960, fidèle à son engagement jusqu'en 1980.
En 1968, Jeanne Moreau interprète dix-sept textes de Guillevic (Les Chansons de Clarisse). Ils furent inspirés par un personnage d'un roman d'Elsa Triolet (Les Manigances) et mis en musique par Philippe-Gérard.
En 1977, il collabore avec le peintre Bernard Mandeville, dans le cadre d'un ouvrage biographique de l'artiste.
Guillevic a reçu le grand prix de poésie de l'Académie française en 1976, le grand prix national de la poésie en 1984, le prix Goncourt de la poésie en 1988 et le prix Breizh en 1975. Il fut membre du comité d'honneur de la Maison internationale des poètes et des écrivains de Saint-Malo.
Au cours des années 1990, il participe activement au comité de fonctionnement de l'Union des écrivains de France, dont il assurera la présidence jusqu'à sa mort (Catherine Claude lui succédera).

## Publications
- L'Expérience Guillevic, 1922-1938, documents de travail et textes de jeunesse, Collectif dirigé par Jean-Louis Giovannoni et Pierre Vilar, Montolieu, Deyrolle Éditeur / Opale, 1994.
- Requiem, 1938, plaquette de six poèmes non repris par l'auteur[4].
- Terraqué, Paris, Gallimard, 1942.
- Élégies, avec une lithographie en trois couleurs de Jean Dubuffet, Paris, Le Calligraphe, 1946 (306 exemplaires).
- Fractures, Paris, Éditions de Minuit, coll. « L'Honneur des poètes », 1947.
- Exécutoire, Paris, Gallimard, 1947.
- Coordonnées, Genève-Paris, Trois collines, 1948.
- Gagner, Paris, Gallimard, 1949.
- Les murs, 12 poèmes de Guillevic, illustrés par Jean Dubuffet, 1950, Les éditions du livre
- Le journal Libération présente quinze dessins pour la paix, poèmes de Jacques Gaucheron et Eugène Guillevic, quinze dessins dont Jean Dorville et Fernand Léger, supplément à Libération no 1836, 1950.
- Terre à bonheur, Paris, Seghers, 1952 ; édition augmentée d'Envie de vivre, Paris, Seghers, 1985 ; réédition, 2004, avec une préface de Bruno Doucey et une postface de Bertrand Degott.
- Trente et un sonnets, préface de Aragon, Paris, Gallimard, 1954 [recueil que Guillevic n'a pas souhaité voir réédité]. Réédité néanmoins sous le titre Sonnets, édition établie et présentée par Bertrand Degott, postface de Lucie Albertini-Guillevic, Gallimard, 2023.
- L'Âge mûr (illustré par Boris Taslitzky), Editions Cercle d'Art, Paris, 1955.
- Carnac, Paris, Gallimard, 1961.
- Sphère, Paris, Gallimard, 1963.
- Avec, Paris, Gallimard, 1966.
- Euclidiennes, Paris, Gallimard, 1967.
- Ville, Paris, Gallimard, 1969.
- De la prairie, Paris, Jean Petithory, 1970. Linogravures de Staritsky.
- Paroi, Paris, Gallimard, 1970.
- Encoches, Paris, Éditeurs français réunis, 1970.
- Inclus, Paris, Gallimard, 1973.
- Racines, Boulogne-Billancourt, Robert Blanchet, 1973.
- Du domaine, Paris, Gallimard, 1977.
- Étier, poèmes 1965-1975, Paris, Gallimard, 1979.
- Autres, poèmes 1969-1979, Paris, Gallimard, 1980.
- Trouées, poèmes 1973-1980, Paris, Gallimard, 1981.
- Guitare, avec des bois en couleurs de Gérard Blanchet, Paris, Les Bibliophiles de France, 1982.
- Blason de la chambre, avec des dessins de Denise Esteban, Les Presses d'aujourd'hui, coll. L'arbre double, 1982.
- Requis, poèmes 1977-1982, Paris, Gallimard, 1983,  (ISBN 2070267385).
- Autrefois, frontispice de Claudine Goux, Rouen, L'Instant perpétuel, 1983.
- Des Bêtes, illustrations de Mandeville, Cléry, Jean-Jacques Sergent, 1985.
- Timbres, Trois-Rivières, Écrits des Forges, 1986,  (ISBN 2890460983).
- Motifs, poèmes 1981-1984, Paris, Gallimard, 1987,  (ISBN 2070711102).
- Creusement, poèmes 1977-1986, Paris, Gallimard, 1987,  (ISBN 2070711099).
- Qui, graphies de Jean Cortot, Rouen, L'Instant perpétuel, 1987.  (ISBN 2-905598-25-5 et 978-2-905598-25-7).
- Sistre, illustrations de Bernard Mandeville, Cléry, Éditions du Palimpseste (Jean-Jacques Sergent), 1988.
- Art poétique, poème 1985-1986, Paris, Gallimard, 1989,  (ISBN 2070717283).
- Le Chant, poème 1987-1988, Paris, Gallimard, 1990,  (ISBN 207072123X).
- Impacts, Cognac, Deyrolle Éditeur, 1990  (ISBN 2908487012).
- Maintenant, poèmes 1986-1992, Paris, Gallimard, 1993,  (ISBN 2070733424).
- Jean Follain, en collaboration avec Lucie Albertini, 1993,  (ISBN 2-88366-022-0).
- Dits de la jeune fille et de l’homme, dessins de Robert Clévier, Paris, L’Atelier Contemporain éd., 1996,  (ISBN 2909948064).
- Possibles futurs, poèmes 1982-1994, Paris, Gallimard, 1996,  (ISBN 2070745678).
- Proses ou Boire dans le secret des grottes, Paris, Fischbacher, 2001 [édition posthume élaborée par Lucie Albertini-Guillevic et Jérôme Pellissier].  (ISBN 9782717900262). Réédition augmentée: Proses ou boire dans le secret des grottes suivi de Avec Jean Follain et d' Exercice de conversation (1935-1997), Gallimard, 2023.
- Quotidiennes, poèmes 1994-1996, Paris, Gallimard, 2002.
- Présent, poèmes 1987-1997, Paris, Gallimard, 2004,  (ISBN 2070770214).
- Pas si bêtes !, Paris, Seghers Jeunesse, 2004,  (ISBN 2232122530).
- Relier, poèmes 1938-1996, Paris, Gallimard, 2007 [édition posthume élaborée par Lucie Albertini-Guillevic], 810 p.  (ISBN 978-2070785148).
- Humour blanc et autres fabliettes, Paris, Seghers Jeunesse, 2008,  (ISBN 9782232123016).
- Accorder, poèmes 1933-1996, Paris, Gallimard, 2013,  (ISBN 9782070141371).
- Ouvrir, poèmes et proses 1929-1996, (comprenant "Les chansons de Clarisse"), Paris, Gallimard, 2017,  (ISBN 9782072755699).
- Écrits intimes, édition établie et présentée par Michaël Brophy, Strasbourg, L'Atelier contemporain, 2019 [Carnet, cahier, feuillets intimes — 1929-1938].

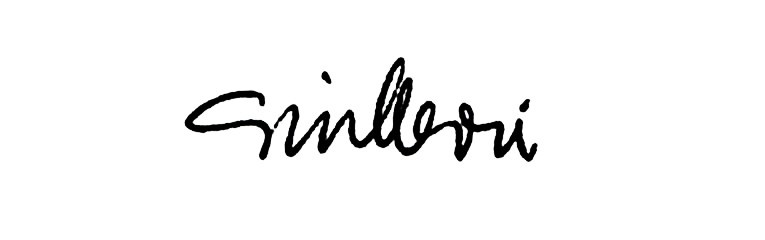
Signature de Guillevic

Plusieurs de ses recueils sont plus particulièrement adressés aux enfants notamment : 
- Échos, disait-il (1991), Paris, Gallimard jeunesse,  (ISBN 2070546098).
- Pense-Bêtes (1995), Paris, Éditions du Rocher,  (ISBN 2910998045).
- Pas si Bêtes (2004), Paris, Seghers Jeunesse,  (ISBN 2-232-12253-0).
- Humour blanc et autres fabliettes (2008), Paris, Seghers Jeunesse,  (ISBN 9782232123016).

Le recueil Échos, disait-il fait partie de la sélection d’œuvres pour l'école élémentaire proposée par le ministère de l'Éducation nationale ainsi que le recueil Pas si bêtes !.
Plusieurs de ces recueils ont été réédités dans la collection de poche Poésie/Gallimard, Paris :
Plusieurs de ces recueils ont été réédités dans la collection de poche Poésie/Gallimard, Paris :
- Terraqué, suivi d’Exécutoire, préface de Jacques Borel, 1968.
- Sphère, suivi de Carnac, 1977.
- Du domaine, suivi de Euclidiennes, 1985.
- Étier, suivi de Autres, 1991,  (ISBN 2070326284).
- Art poétique, précédé de Paroi et suivi de Le Chant, préface de Serge Gaubert, 2001.
- Possibles futurs, 2007 ; réédition avec une préface de Michaël Brophy, 2014.

Par ailleurs, Guillevic a publié un très grand nombre de plaquettes accompagnées de dessins, gravures ou lithographies de ses amis peintres. Ces livres, en tirage souvent très limité, permettent de prendre la mesure de la plasticité de sa poésie et de sa poétique. Parmi les artistes avec lesquels il collaborera, citons Fernand Léger, Édouard Pignon, Jean Dubuffet, Boris Taslitzky, Jacques Lagrange, Raoul Ubac, André Beaudin, Alfred Manessier ou Jean Bazaine.
Les poèmes de Guillevic ont été traduits dans plus de quarante langues de soixante pays. Guillevic lui-même, qui a appris l'allemand et l'alsacien dans sa jeunesse, est l'auteur de traductions (Goethe, Hölderlin, Georg Trakl, Bertolt Brecht) et d'adaptations des œuvres de poètes principalement d'Europe de l'Est.

## Hommages
- Une école maternelle et élémentaire porte son nom à Rennes[7],[8].
- L'amphithéâtre B1 de l'université Rennes 2, sur le Campus de Villejean, porte son nom[9].
- Deux collèges portent son nom : un à Saint-Jean-Brévelay dans le Morbihan, l'autre à Ploeuc-L'Hermitage dans les Côtes-d'Armor.
- Un prix littéraire « Guillevic-Ville-de-Saint-Malo » est décerné tous les ans lors des Rencontres poétiques internationales de Bretagne à la Maison internationale des poètes et des écrivains, par la ville de Saint-Malo.
- Une carrière porte son nom à Darney dans les Vosges, lieu d'exposition de pierres sculptées par Yves Humblot[10],[11].
- L'espace culturel de Carnac a été baptisé Terraqué, en référence à son recueil[12].
- Un jardin est nommé en son honneur dans le bourg de la même ville[13].

## Entretiens
- Entretien sur la poésie avec plusieurs poètes sur Radio-Canada en 1967[14]